# Шейкин, Юрий Ильич
Юрий Ильич Шейкин (16 августа 1949, Владивосток — 5 ноября 2023) — этномузыковед, доктор искусствоведения, профессор, исследователь музыкального фольклора народов Северной Азии.

## Биография
Родился 16 августа 1949 года во Владивостоке. С юности проявлял интерес к фольклору. В 1966 году впервые стал участником фольклорной экспедиции. Его наставниками в полевой работе стали известные этнографы и музыковеды Ю. А. Сем, Л. И. Сем, И. А. Бродский, совместно с которыми были проведены исследования музыкальной культуры народов Амура, Камчатки, Сахалина.
В 1973 году получил музыковедческое образование в Дальневосточном педагогическом институте искусств, защитил дипломную работу «Очерки музыкально-фольклорной цивилизации удэ» в классе известного исследователя музыкальной культуры античности и Византии Е. В. Герцмана. В 1976—1979 гг. Ю. И. Шейкин обучался в аспирантуре государственного института театра, музыки и кинематографии им. Черкасова, в 1982 году защитил кандидатскую диссертацию на тему «Проблема жанра в музыкальном фольклоре удэ» под руководством выдающегося этномузыковеда И. И. Земцовского.
С 1983 года Ю. И. Шейкин работал в Новосибирской государственной консерватории имени М. И. Глинки. В 1993 году по приглашению Министерства культуры и духовности Республики Саха (Якутия) вместе с семьей переехал в Якутск, где несколько лет проработал заместителем министра культуры, преподавал в филиале Уральской консерватории и в филиале Восточно-Сибирской академии культуры и искусств, Якутском госуниверситете, работал в Институте гуманитарных исследований и проблем малочисленных народов Севера, а с 2000 года стал заведующим кафедрой искусствоведения Арктического государственного института культуры и искусств. В 2002 году, уже будучи известным и авторитетным учёным, защитил докторскую диссертацию «Музыкальная культура народов Сибири (сравнительно-историческое исследование инструментов, звукоподражаний и песен)».

## Научная деятельность
Ю. И. Шейкин является одним из самых значительных этномузыковедов современности. С 1966 года он провёл более ста музыкально-этнографических экспедиций, побывал во всех регионах Сибири и Дальнего Востока, собрал представительные коллекции музыкальных инструментов и аудиозаписей, опубликовал многочисленные работы по музыкальному фольклору народов Сибири.
В ходе первых этнографических экспедиций Ю. И. Шейкин изучил базовые принципы интонационной культуры отдельного народа. Следующий шаг укрупнения идей реализован им в жанре компаративного исследования. Апробация подхода представлена в книге «Музыкальная культура народов Северной Азии» (1996), в которой он дает сравнительный анализ традиционной терминологии и интонационно-жанровой системы музыкального фольклора различных народов Северной Азии. Ю. И. Шейкин выявил и описал три эталонирующих принципа интонирования: психофизиологический, органофонический и акустико-интонационный. Исследовав сходные и различные черты интонационно-акустических культур, Ю. И. Шейкин выявляет следующие типы:
1. Северо-восточный (палеоазиатский) тип.
2. Центральный (тунгусско-якутский).
3. Северо-западный (самодийско-енисейский).
4. Западный (обско-угорский).
5. Юго-западный (алтае-енисейский или тюркский).
6. Юго-центральный (саяно-байкальский).
7. Юго-восточный (амуро-сахалинский)[5].

Ю. И. Шейкин участвовал в создании книг 60-томной серии «Памятники фольклора народов Сибири и Дальнего Востока» в качестве члена Главной редколлегии и автора музыковедческих статей.
В 2007 году был награждён ежегодной Международной премией Фумио Коидзуми в области этномузыкологии (Япония).

## Педагогическая деятельность
В период преподавательской работы Ю. И. Шейкина в Новосибирской консерватории под его руководством было защищено 14 дипломных работ по этномузыковедению. В дальнейшем семь из них получили продолжение в кандидатских диссертациях, в том числе в трёх (В. С. Никифоровой, О. Э. Добжанской, Г. Е. Солдатовой) под руководством Ю. И. Шейкина, одна — в докторской (О. Э. Добжанская).
Ю. И. Шейкин является одним из авторов концепции обучения в музыкальных вузах республики Саха (Якутия) — в Арктическом государственном институте культуры и искусств и в Высшей школе музыки (институте) им. В. А. Босикова. Как профессор кафедры искусствоведения Арктического государственного института культуры и искусств, Ю. И. Шейкин разработал несколько программ и учебно-методических пособий по специальности «Музыковедение», положив начало профессиональной вузовской подготовке музыковедов в Якутии.